# Bernhard I. (Werl)
Bernhard I. (* um 983) war Graf von Werl, hatte Grafschaftsrechte am Hellweg und im Münsterland und war wohl Vogt des Reichsstift Essen. Unklar ist, ob er als Stammvater der Grafen von Hövel anzusehen ist.

## Familie
Er war Sohn von Hermann I. und Gerberga von Burgund. Seine Brüder waren Hermann II. und Rudolf. Seine Schwester Ida/Hitha war Äbtissin des Stifts Meschede. Des Weiteren war er Stiefbruder der Kaiserin Gisela und der Mathilde, die mit Konrad I. von Kärnten verheiratet war. Er war auch ein Cousin König Heinrichs II. und ein Neffe König Rudolfs III. von Burgund.

## Leben
Die Quellenlage zu Bernhard ist spärlich. Er wird möglicherweise 1003 im Zusammenhang mit dem Kloster Deutz genannt. Dafür spricht, dass das Kloster sich später an ihn als einen „vir nobilis“ erinnert. Er ist 1023 bezeugt als Graf im Gebiet des westlichen Hellwegs und im östlichen Münsterland. Auch war er wohl um 1027 Vogt des Reichsstifts Essen. Bei der Königswahl von 1002 nach dem Tod Otto III. gehörte er wie seine Brüder zu den Unterstützern des unterlegenen zweiten Manns ihrer Mutter Hermann II. von Schwaben. Daher finden die Brüder sich danach nicht in der Umgebung von Kaiser Heinrich II. Stattdessen gehörten Bernhard und seine Brüder zu den antikaiserlichen Kräften. Im Herbst 1018 kämpften sie zusammen mit dem Billunger Graf Thietmar, mit dem sie möglicherweise auch verwandt waren, gegen Bischof Meinwerk von Paderborn. Zu Weihnachten des Jahres wurden die Verschwörer von Heinrich II. begnadigt. Im nächsten Jahr entstand aus den Unruhen ein allgemeiner Aufstand in Westfalen und Sachsen gegen den Kaiser unter dem Herzog Bernhard I.

## Forschungsfragen
Zu den aktuellen Forschungsfragen gehören die folgenden: Unklar ist, ob Bernhard, wie Albert K. Hömberg, gestützt auf den Annalista Saxo, annahm, gleichzusetzen ist mit Bernhard von Werl-Hövel. Ob diese These und die eines Ausgreifens in den Paderborner Raum zutreffend sind, müssen genauere Forschungen zeigen. Paul Leidinger ist in dieser Hinsicht eher skeptisch. Noch stärker in Frage stellt er die Annahme, dass Bernhard Vater einer Tochter Ida war, die Graf Heinrich von Lauffen heiratete. Dasselbe gilt für eine angebliche Enkeltochter Adelheid, die mit Graf Adolf I. von Berg verheiratet war. Leidinger ist der Meinung, dass diese Verwandtschaft eine Generation später bei Bernhard II., einem Sohn Hermann II. und Stammvater der Grafen von Werl-Arnsberg, anzusetzen ist.